# Kyle Sinckler
Kyle Sinckler (* 30. März 1993 in Wandsworth) ist ein englischer Rugby-Union-Spieler. Er spielt als Pfeiler für die englische Nationalmannschaft, die British and Irish Lions und die Harlequins. 

## Kindheit und Ausbildung
Sinckler spielte in seiner Jugend für den Battersea Ironsides RFC und wurde dort von den Harlequins entdeckt und für die Akademie ausgewählt.

## Karriere

### Verein
Sinckler bestritt in der Saison 2011/12 sein erstes Spiel in der English Premiership für die Harlequins, für die er bis heute aktiv ist.

### Nationalmannschaft
Sinckler gab sein Debüt für England im November 2016 gegen Südafrika und gehört seitdem kontinuierlich zum englischen Aufgebot. 2017 wurde er in die Ränge der British and Irish Lions aufgenommen und kam in allen drei Spielen der Testserie gegen Neuseeland als Bankspieler zum Einsatz. Er wurde ebenfalls für die Weltmeisterschaft 2019 nominiert. 